# ۴۹۷ (پیش از میلاد)
۴۹۷ (پیش از میلاد) ۴۹۷مین سال قبل از تقویم میلادی است.